# ایستریا ۱۸۳

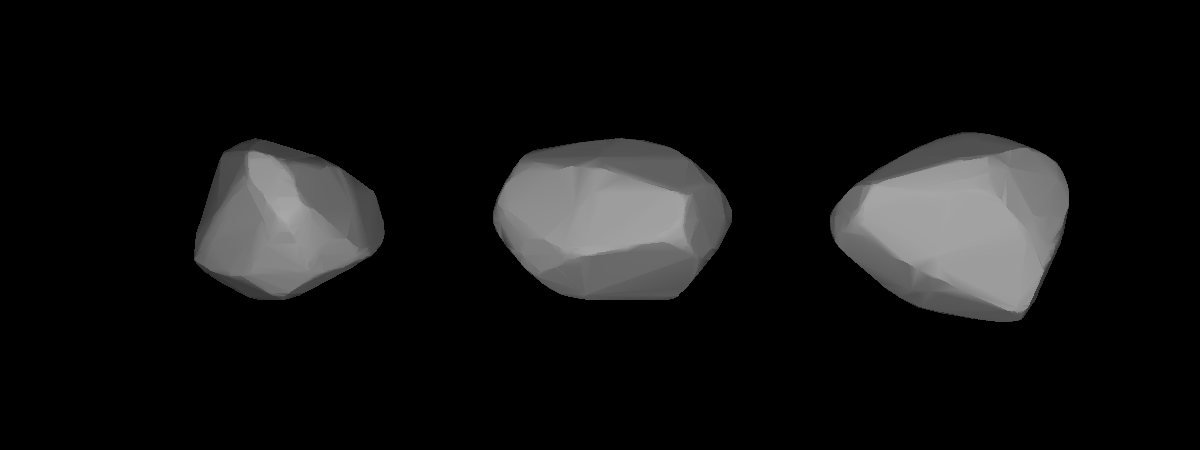
مدل سه‌بُعدی سیارک ایستریا ۱۸۳ بر اساس منحنی نور آن

سیارک ۱۸۳ (به انگلیسی: 183 Istria) صد و هشتاد و سومین سیارک کشف شده‌است که در ۸ فوریه ۱۸۷۸ کشف شد.
قدر مطلق سیارک برابر ۹٫۶۸ است.